# Claude Pasteur
Pour les articles homonymes, voir Pasteur.
Claude Pasteur, née Jacqueline Bouchart le 4 octobre 1920 à Limoges et morte le 17 octobre 2011 à Paris, est une journaliste et écrivain française, spécialisée dans le domaine historique. Elle collabore, entre autres, à la revue Historia.

## Publications
- Les hommes célèbres racontés par leurs descendants, Fayard, 1965.
- L'Amour et la mort du duc d'Enghien, Hachette, 1971.
- Cher monsieur Satanov, Stock, 1973.
- L' Élysée, hier et aujourd'hui, France-Empire, 1974.
- Le Prince de Ligne, l’enchanteur de l’Europe, 1980, prix Albéric-Rocheron de l'Académie française en 1981
- Un mineur nommé Patience, avec Adolphe Dubrecq, France-Empire, 1981.
- La papesse, édition Orban, 1983
- Le Duc d'Enghien ou la mauvaise destinée, Tallandier, 1984.
- Le Médecin du pape, éditions Orban, 1985.
- Le Manuscrit d'Anastase, édition Orban, 1986.
- Les Femmes à bicyclette à la Belle époque, France-Empire, 1986.
- L'Inavouable secret, Fleuve noir, 1992.
- L'Élysée : histoire secrète et indiscrète des origines à nos jours, Tallandier, 1995.
- Deux mille ans de secrets d'alcôve, Zulma, 1996.
- Les Femmes et les médecins, Zulma, 1997.
- Le Beau vice ou les homosexuels à la cour de France, Balland, coll. Le Rayon, 1999.
- Les Cocus magnifiques, France Empire, 2001.
- La Princesse Palatine : une allemande à la cour de Louis XIV, Tallandier, 2001.